# 주산중학교 (충남)
주산중학교(珠山中學校)는 대한민국 충청남도 보령시 주산면 금암리에 있었던 공립 중학교이다.

## 학교 연혁
- 1933년 2월 7일 : 주산공립농업실수학교 설립
- 1933년 4월 1일 : 주산공립농업실수학교 개교
- 1951년 4월 1일 : 주산중학교로 개칭
- 2001년 2월 15일 : 학칙변경 3학급 인가
- 2024년 1월 5일 : 제74회 졸업식(졸업생 7명, 8,050명)
- 2024년 3월 4일 : 제77회 입학식(입학생 5명)
- 2024년 9월 1일 : 제33대 조성도 교장 부임
- 2025년 2월 28일 : 92년만에 폐교[2]

## 참고 자료
- 주산중학교 - 한국교육학술정보원 학교알리미